# 古城站 (北京市)
古城站是一个位于中华人民共和国北京市石景山区古城街道与八角街道交界石景山路与古城小街交叉口东側，属于北京地铁1号线的地铁车站。目前为1号线的西端临时终点站。本站是五代时期的玉河县城所在地，原名古城路站，后更改为现在的站名。
2024年1月18日，北京轨道交通1号线支线开工建设。未来，古城站（和八角游乐园站）将封站停运；玉泉路站为新起点站。

## 位置
这个站位于古城小街和石景山路交汇处。车站主体呈东西向布置。

## 历史

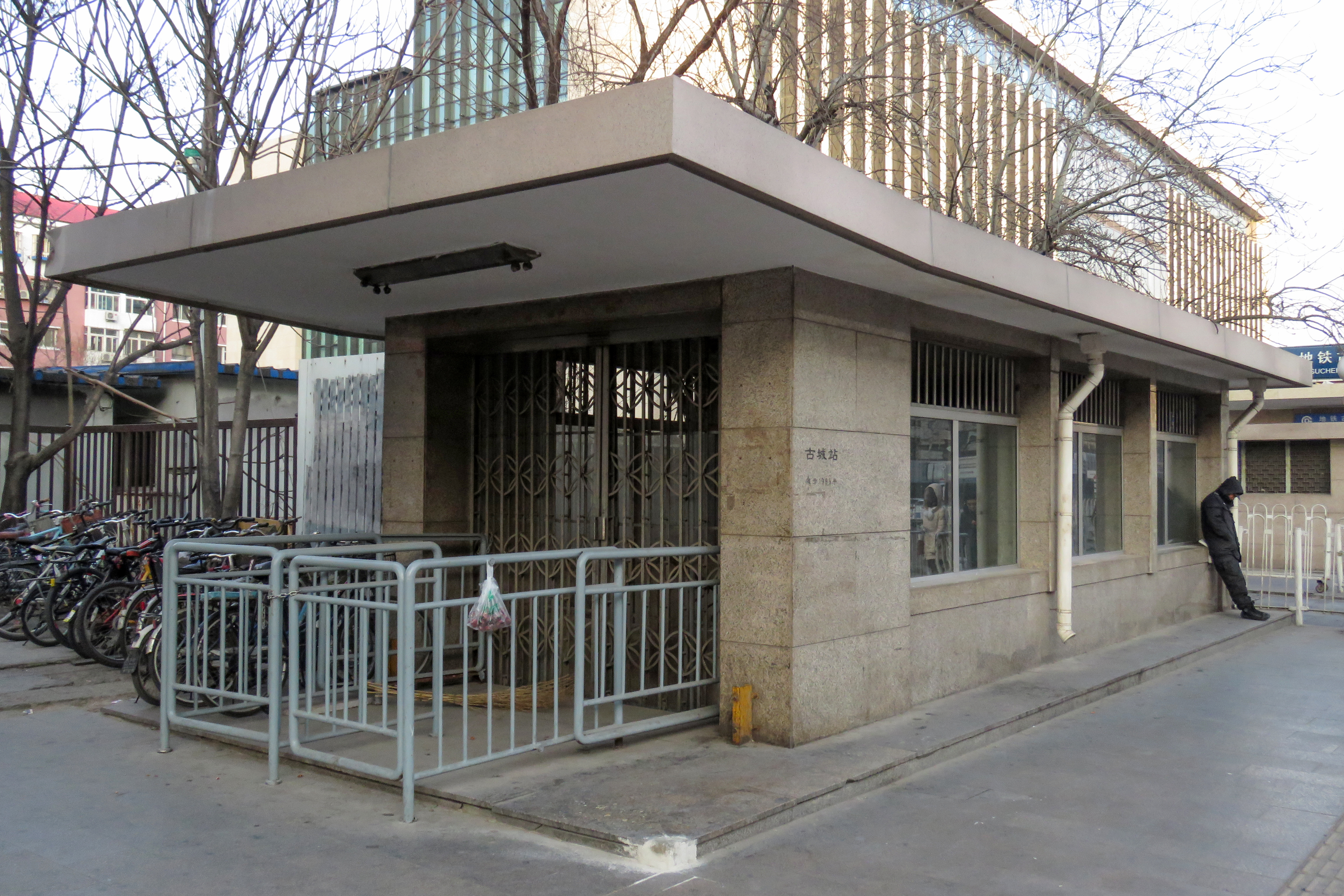
古城站的旧出入口，2008年车站改造后封闭停用

在北京地铁一期工程的原计划中，古城站原名石景山站，是401线的西端终点站，计划建于古城路口以东较远处。车站原设计为岛式站台，车站西端有双线折返线，折返线后为通往古城车辆段的联络线。初步设计完成后，市规划部门提出了修改意见，意见要求在石景山站和八宝山站之间增设八角村站并将石景山站西移至古城路口，同时改名为古城路站。为了使车站尽可能西移，站后的折返线取消，列车改为经古城联络线出地后折返；同时车站改为侧式站台，以避免在西侧建设喇叭口占用空间。
1965年7月1日，古城至玉泉路区段的7.2公里线路作为试点、试验工程率先开工，1965年底，一期工程西段已基本完成:60。在工程西段接近建成时，规划部门提出利用古城联络线将线路西延至苹果园站，从而使401线能够与402线贯通运营，届时列车将在苹果园站站后的渡线折返，无需在古城车辆段洞口增设车站。
1967年，古城路站主体结构施工基本完成。1969年10月1日，北京地铁一期工程全线建成通车。1971年11月7日，试运营区段由北京站至玉泉路延长到古城路站，列车在停靠古城路站后继续向北行驶，并通过古城联络线到达地面后折返，列车运行的电话闭塞点设在古城洞口。由于洞口的折返线距古城路站1.2公里，列车到达后还需通过电话与车站联系，不能及时控制洞口道岔，致使折返作业难以在8分钟内完成，运行图的最小间隔限被制在8分钟，影响了全线的运输能力，1973年4月23日，地铁运营区段延长至苹果园站，古城路站不再作为线路终点。:128
2006年，北京地铁1号线AFC系统设备改造工程进入实施阶段，但古城路站主体为单层双跨结构，仅在东西两端设有两宽度不足10米的端头厅，无法满足AFC系统的空间需求；此外，车站站台面积仅有约560平方米，随着1号线西段客流逐年增长，原有的站台已不能满足客流疏散的需要。2006年5月6日，古城路站改扩建工程正式开工。该工程通过侧墙开洞将两站台外扩，同时在站台外侧修建南北2个售检票厅和4个新出入口。改造工程历时1年半，2008年2月1日，古城路站新站厅和出入口正式启用，未在工程中拆除的部分出入口封闭停用。:459
2008年，古城路站更名为古城站。
为了配合苹果园交通枢纽建设，2020年4月17日起运营结束后1号线苹果园站进行封闭改造，古城站改为1号线临时终点站。
2024年3月，中国中铁隧道工程局在北京石景山体育场南路占路进行北京地铁1号线支线施工并安装施工公告，公告称，为了实施1号线支线建设，八角游乐园站计划自2024年7月起至2027年封站改造，该站以西的古城站、苹果园站则封闭到2025年2月。这一计划仅为施工方的初步计划。截至2025年6月，该计划一直未获得北京市人民政府等上级相关部门的批准，除1号线苹果园站仍处于封站改造阶段，以及八角游乐园站於2025年6月2日开始改造之外，包括本站自身在内的1号线各站仍未封闭。

## 车站结构
本站为地下车站、侧式站台设计；该站于两个行驶方向各设一个大堂，在付费区内有供换向的通道。
| 地面层                 | 出入口                                           | A—D出入口      |
| 地下一层 站厅层 站台层 | 站厅                                             | 售票机、问询处 |
| 地下一层 站厅层 站台层 | 側式站台，右侧開门                               |                |
| 地下一层 站厅层 站台层 | 1号线终点站 落客月台（待改造完毕后通向福寿岭站） |                |
| 地下一层 站厅层 站台层 | 1号线往环球度假区（八通线） （八宝山）           |                |
| 地下一层 站厅层 站台层 | 侧式站台，右侧開门                               |                |
| 地下一层 站厅层 站台层 | 站厅                                             | 售票机、问询处 |

- 车站北站厅
（2017年12月摄）
- 车站下行站厅
（2019年9月摄）
- 古城站侧式站台
（2018年11月摄）
- 南行站台通往北侧出口的换向通道
（2022年4月摄）

## 出口
这个地铁站一共有4个出口。
|                     |          |                              |      |            |
| 编号                | 指示     | 建議前往的目的地             | 照片 | 无障碍设施 |
| （古城方向）        | 石景山路 | 星座商厦                     |      | 不適用     |
| （古城方向）        | 石景山路 | 北京市古城中学               |      | 不適用     |
| （环球度假区方向）  | 石景山路 | 长庚医院、首钢篮球中心体育馆 |      | 不適用     |
| （环球度假区方向）  | 石景山路 | 长安家园                     |      |            |
| 註： 設有輪椅升降台 |          |                              |      |            |